# زعروریه (لبنان)
زعروریه (به عربی: زعروریة) یک منطقهٔ مسکونی در لبنان است که در شهرستان شوف واقع شده‌است. زعروریه ۳٫۶۲ کیلومتر مربع مساحت دارد ۷۰۰ متر بالاتر از سطح دریا واقع شده‌است.